# 반도

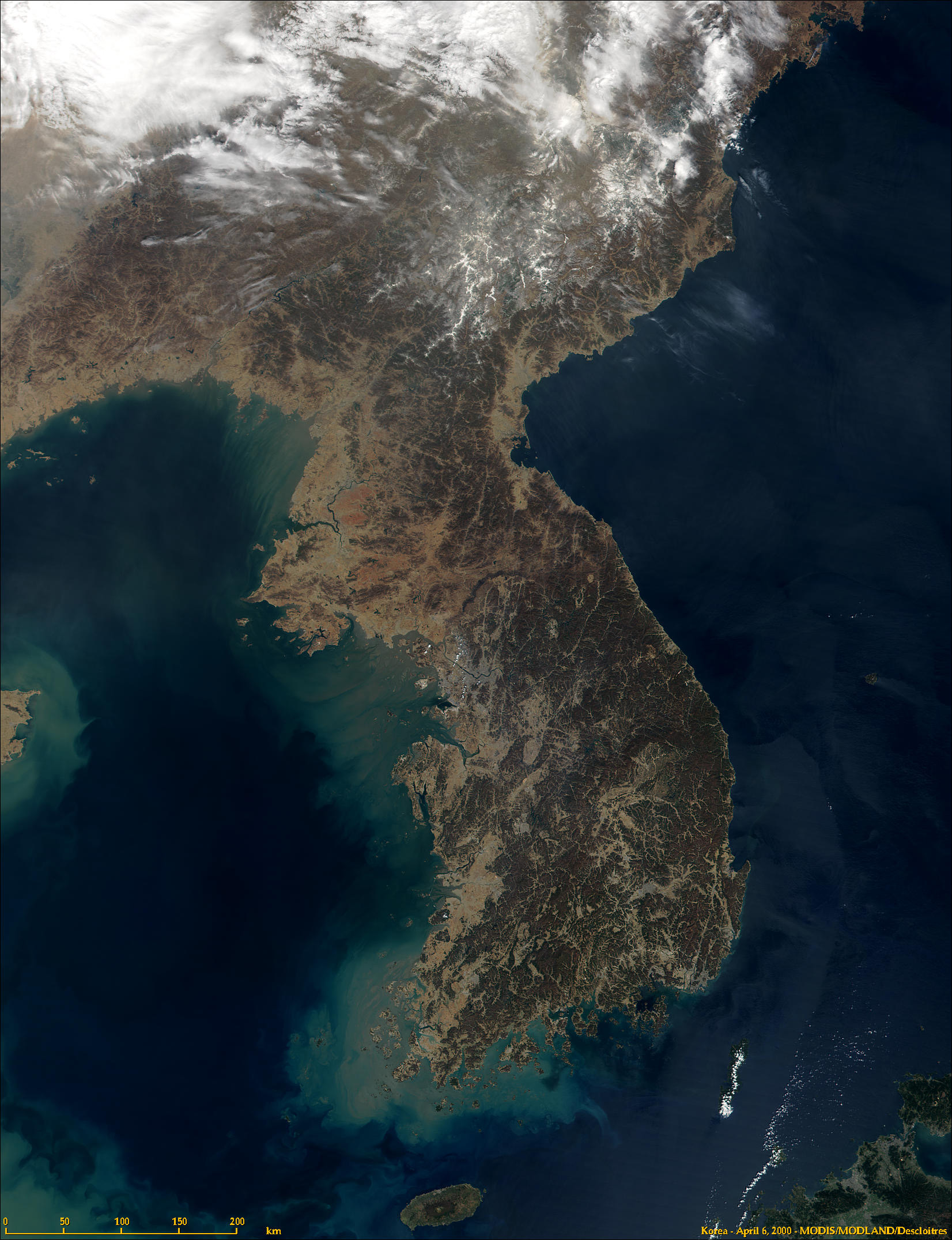
한반도

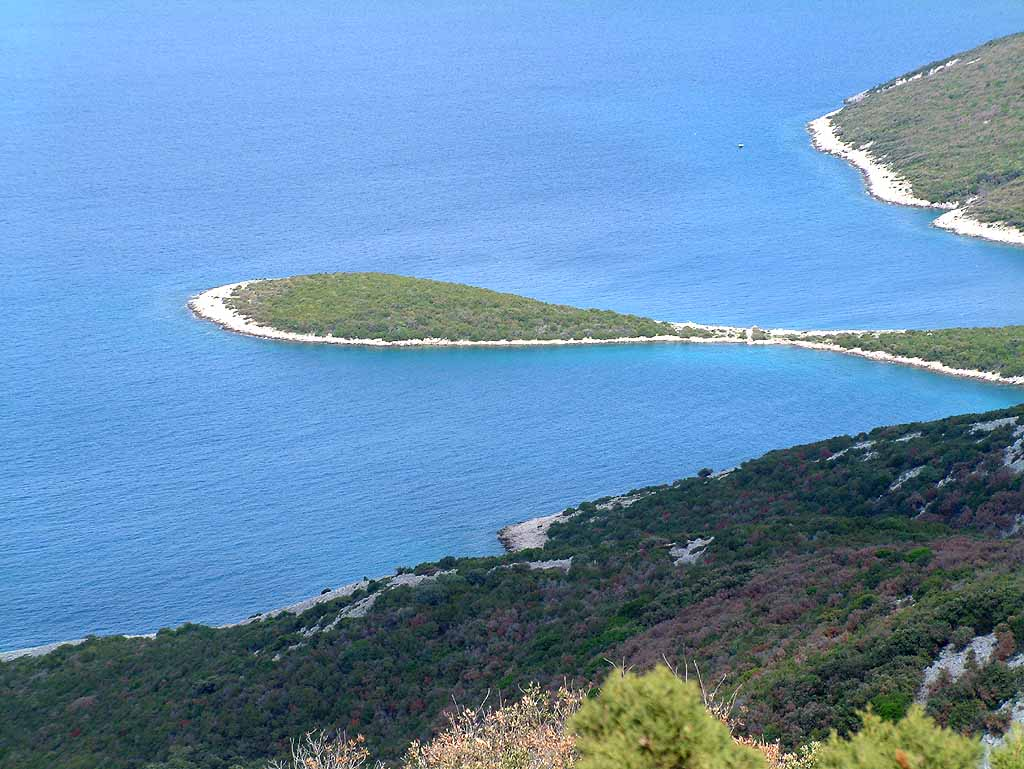
크로아티아 지역의 반도

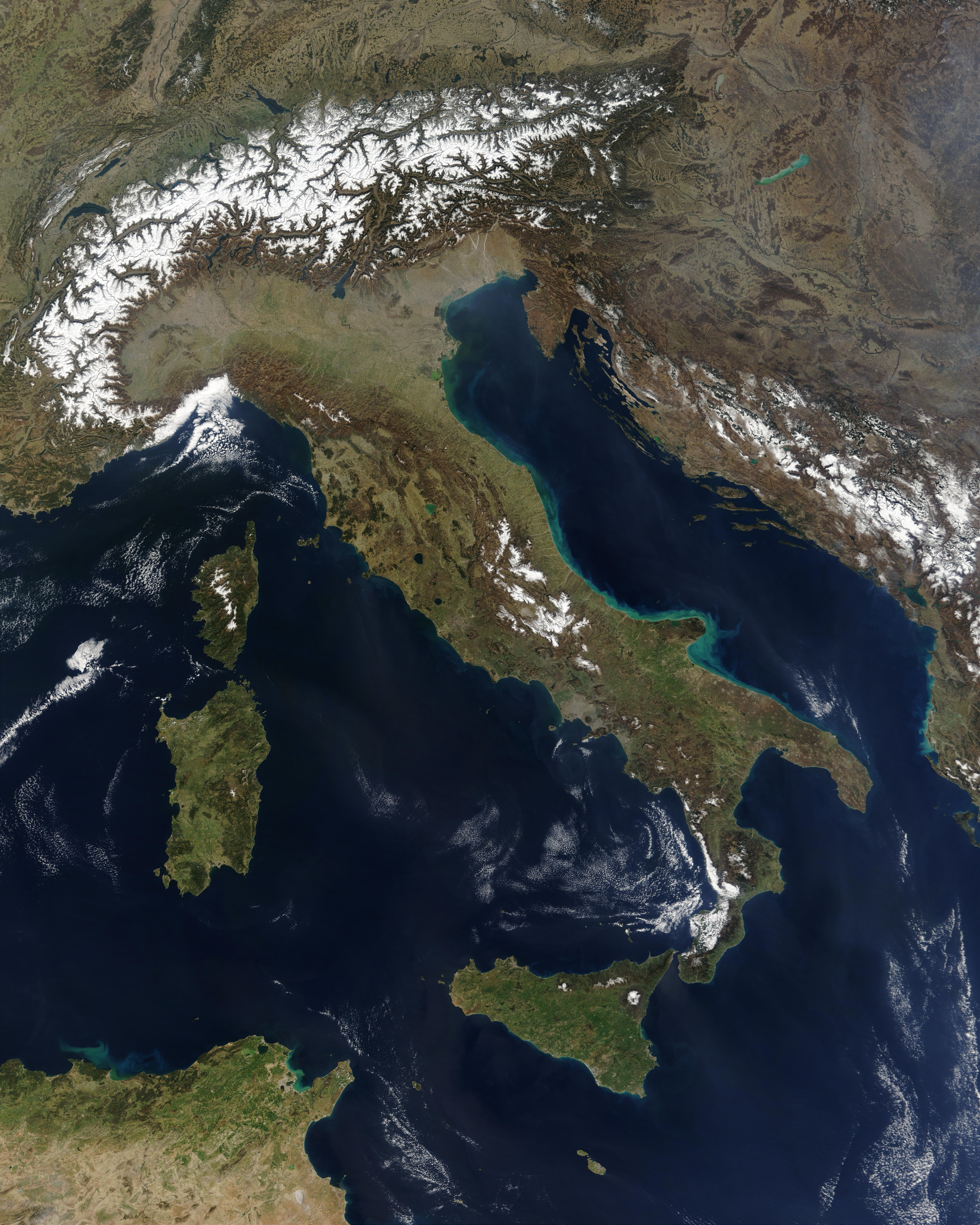
이탈리아반도

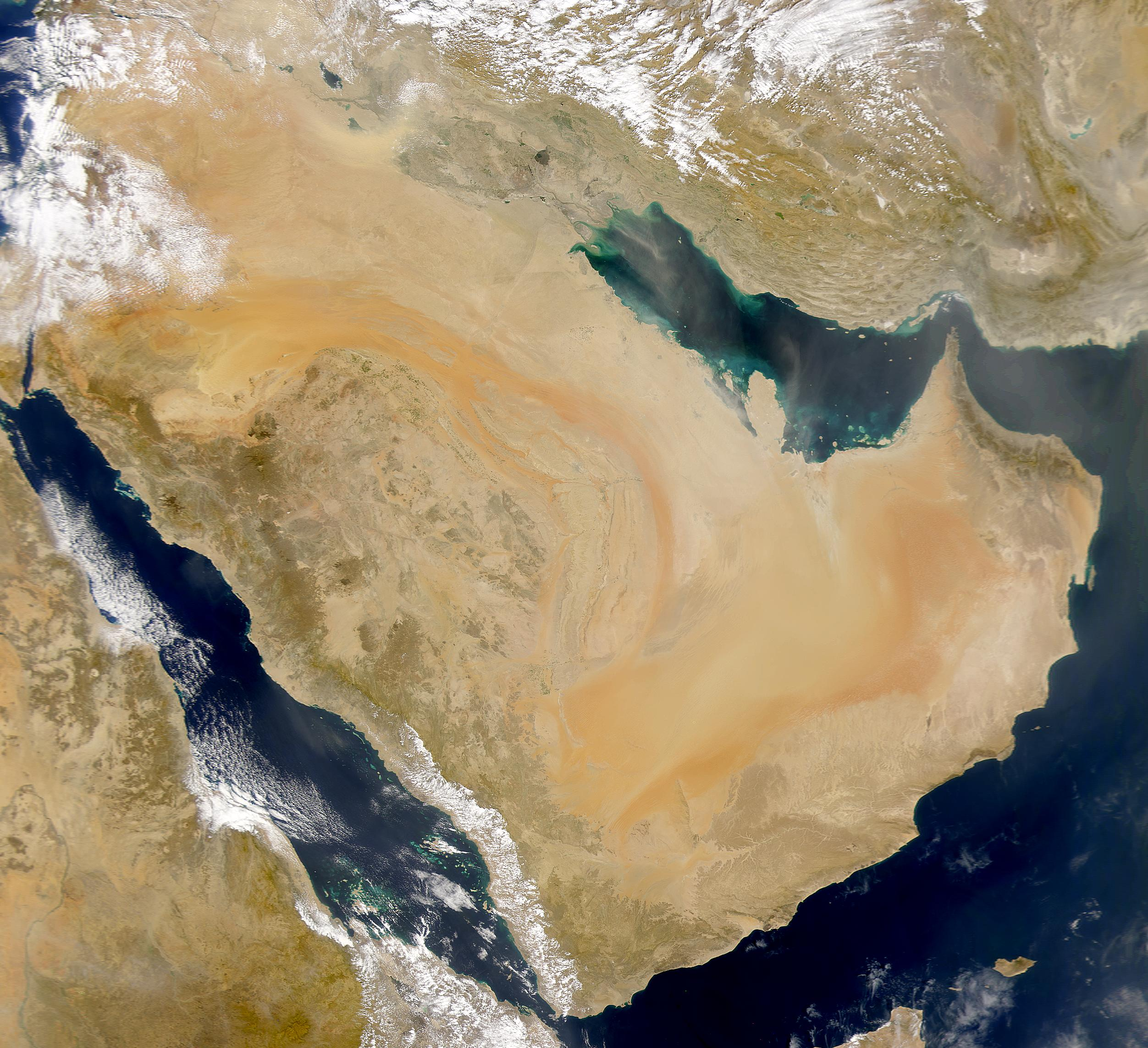
아라비아반도

반도(半島, 영어: peninsula)는 땅의 한 면이 그보다 큰 땅에 연결되고, 그 밖의 삼면(三面)은 바다로 돌출된 육지를 말한다.
곶(串)은 반도에 비해 규모가 작고 땅끝이라는 점이 강조되는 뉘앙스가 있다.

## 어원
반도(半+島)라는 말은 일본이 서구 근대화 과정에서 서구어(西歐語)를 번역하면서 만들어진 한자어이다. 라틴어인 pæninsula(pæne+insula), 독일어인 Halbinsel(Halb+insel) 등을 참고한 번역어로 추정된다.

## 분포

### 아시아
- 가우룽반도
- 겔리볼루반도
- 기단반도
- 기이반도
- 나가사키반도
- 나쓰도마리반도
- 네무로반도
- 노쓰케반도
- 노토반도
- 니시소노기반도
- 도베라이반도
- 랴오둥반도
- 레이저우반도
- 무산담반도
- 모토부반도
- 미우라반도
- 마카오반도
- 산둥반도
- 시나이반도(아시아권 이집트)
- 시레토코반도
- 보소반도
- 아나톨리아반도(소아시아반도)
- 아라비아반도
  - 카타르반도
- 야말반도
- 인도반도
  - 카티아와르반도
- 인도차이나반도
  - 말레이반도
- 캄차카반도
- 축치반도
- 트로아스
- 한반도/조선반도
  - 김포반도 - 경기도
  - 호도반도 - 강원특별자치도
  - 갈마반도 - 강원특별자치도
  - 화원반도 - 전라남도
  - 해남반도 - 전라남도
  - 고흥반도 - 전라남도
  - 여수반도 - 전라남도
  - 무안반도 - 전라남도
  - 고성반도 - 경상남도
  - 변산반도 - 전북특별자치도
  - 옹진반도 - 황해남도
  - 태안반도 - 충청남도
  - 철산반도 - 평안북도

### 유럽
- 발칸반도
  - 마니반도
  - 아티키반도
  - 펠로폰네소스반도
  - 할키디키반도
- 브르타뉴반도
- 스칸디나비아반도
- 유틀란트반도(덴마크 본토)
  - 듀르슬란반도
- 이베리아반도
- 이탈리아반도
  - 칼라브리아반도
  - 살렌토반도
- 코탕탱반도(노르망디반도)
- 콜라반도
  - 리바치반도
- 크림반도
- 야말반도
- 캄차카반도
- 이스트라반도
- 타이미르반도

### 아메리카
- 노바스코샤반도
- 래브라도반도
- 바하칼리포르니아반도(캘리포니아반도)
- 발데스반도
- 알래스카반도
- 유카탄반도
- 플로리다반도
- 웅가바반도

### 아프리카
- 아프리카의 뿔(소말리아반도)
- 바카시반도

### 오세아니아
- 뱅크스반도
- 케이프요크반도

### 남극
- 남극반도

## 같이 보기
- 곶
- 만